# Idaho Falls, Idaho
Idaho Falls, Idaho là một thành phố quận lỵ quận Bonneville, tiểu bang Idaho, Hoa Kỳ. Thành phố có diện tích kilômét vuông, dân số thời điểm năm 2000 theo điều tra của Cục điều tra dân số Hoa Kỳ là 50.730 người2 còn dân số vùng đô thị là 122.995 người.

## Thông tin nhân khẩu
Điều tra dân số năm 2000 Bản mẫu:GR2, thành phố có dân số 50.730 người, 18.793 hộ gia đình, và 13.173 gia đình sống trong thành phố, mặc dù MSN bất động sản báo cáo dân số diện tích 110.220. Mật độ dân số là 2,972.2 người trên một dặm vuông (1,147.4 / km ²). Có 19.771 đơn vị nhà ở với mật độ trung bình là 1,158.4 / sq mi (447.2/km ²). Cơ cấu chủng tộc của dân cư thành phố là 92,09% người da trắng, 0,62% người Mỹ gốc Phi, 0,76% người Mỹ bản xứ, 1,05% châu Á, Thái Bình Dương 0,06%, 3,81% từ các chủng tộc khác, và 1,61% từ hai hoặc nhiều chủng tộc. Hispanic hay Latino thuộc một chủng tộc nào được 7,18% dân số.
Có 18.793 hộ, trong đó 37,5% có trẻ em dưới 18 tuổi sống chung với họ, 56,5% là đôi vợ chồng sống với nhau, 10,2% có nữ hộ và không có chồng, và 29,9% không gia đình. 25,3% của tất cả các hộ gia đình đã được tạo ra từ các cá nhân và 9,1% có người sống một mình 65 tuổi hoặc lớn tuổi hơn. Cỡ hộ trung bình là 2,65 và cỡ gia đình trung bình là 3,21.
Dân số thành phố đã được trải ra với 30,3% dưới 18 tuổi, 10,1% 18-24, 27,6% 25-44, 20,9% từ 45 đến 64, và 11,1% từ 65 tuổi trở lên. Độ tuổi trung bình là 32 năm. Đối với mỗi 100 nữ có 97,9 nam giới. Đối với mỗi 100 nữ 18 tuổi trở lên, có 94,8 nam giới.
Thu nhập trung bình cho một hộ gia đình trong thành phố là $ 40.512, và thu nhập trung bình cho một gia đình là $ 47.431. Phái nam có thu nhập trung bình $ 39.082 so với 23.001 $ cho phái nữ. Thu nhập bình quân đầu người của thành phố là 18.857 $. Khoảng 7,8% của các gia đình và 10,9% dân số sống dưới mức nghèo khổ, bao gồm 12,7% của những người dưới 18 tuổi và 6,3% của những người 65 tuổi hoặc hơn.
Năm nhóm đầu dân tộc ở Idaho Falls là:
- Gốc Anh - 22%
- Gốc Đức - 16%
- Gốc Ailen - 7%
- Gốc Mexico - 5%
- Gốc Thụy Điển - 4%